# Hontem
Hontem ist ein südöstlicher Ortsteil der Gemeinde Waldfeucht im nordrhein-westfälischen Kreis Heinsberg. Der Ort gehört zur Pfarre Braunsrath.

## Geschichte
1202 wird Hontem als Huntheym, das heißt Heim des Hunto, zusammen mit Braunsrath erstmals urkundlich erwähnt. Von 1797 bis 1815 gehörte Hontem zur Mairie Braunsrath, welche ebenso wie die Mairien Haaren und Waldfeucht dem Kanton Heinsberg im Département de la Roer angehörte. Danach kam der Ort an den preußischen Kreis Heinsberg. 1935 wurde das Amt Waldfeucht mit den Bürgermeistereien Braunsrath, Haaren, Saeffelen und Waldfeucht gebildet. Zur Bürgermeisterei Braunsrath gehörten neben Hontem noch Braunsrath, Löcken, Obspringen, Selsten und Schöndorf. Am 1. Januar 1972 wurde die Gemeinde Waldfeucht aus dem Amt Waldfeucht – außer Saeffelen – gebildet. Hontem wurde zusammen mit Braunsrath in die Gemeinde Waldfeucht eingegliedert.

## Verkehr
Die nächste Anschlussstelle ist Heinsberg auf der A 46.
Die AVV-Buslinien 436 und 474 der WestVerkehr verbinden Hontem an Schultagen mit Waldfeucht, Heinsberg und Gangelt.
Zudem verkehrt der Multi-Bus seit dem 9. Juni 2024 kreisweit erweitert und zu einheitlichen Bedienzeiten. Mehr Informationen gibt es bei WestVerkehr.
| Linie | Verlauf |
| ----- | --- |
| 436   | Heinsberg Busbf – Selsten – (Hontem – (Waldfeucht –) Bocket –) Abzw. Nachbarheid – Breberen – Saeffelen – Heilder – Höngen (→ Stein → Havert → Schalbruch → Isenbruch → Millen → Tüddern)                                                                                              |
| 474   | Heinsberg Busbf – (Aphoven – Laffeld –) Selsten – (Braunsrath – Löcken – Schöndorf – Obspringen – Brüggelchen) / Hontem – Waldfeucht – Bocket – Saeffelen / Abzw. Nachbarheid ← Breberen – (Harzelt ← Langbroich ←) (Kievelberg – Hastenrath) / (Brüxgen – Schümm) / Vinteln – Gangelt |